# Dirk Schrade
Dirk Schrade (29 giugno 1978) è un cavaliere tedesco.

## Palmarès

### Olimpiadi
- 1 medaglia:
  - 1 oro (Londra 2012 nel concorso completo a squadre)

### Mondiali
- 1 medaglia:
  - 1 oro (Normandia 2014 nel concorso completo a squadre)

### Europei
- 2 medaglie:
  - 2 ori (Malmo 2013 nel concorso completo a squadre; Blair Castle 2015 nel concorso completo a squadre)